# Stephan I. (Armenien)
Stephan I. (Step’ane, armenisch Ստեփան Ռուբինյան Step’an Rrubinyan) war in den Jahren 1140 bis 1144 Regent des Fürstentums Kleinarmenien.
Stephan entstammte dem armenischen Fürstenhaus der Rubeniden. Sowohl Fürst Leo I. als auch dessen Sohn und präsumtiver Nachfolger Thoros II. waren 1138 in byzantinische Gefangenschaft geraten und befanden sich in Konstantinopel. Als Leo 1140 in der Haft starb, war Thoros de jure der neue Fürst von Kleinarmenien, angesichts seiner Gefangenschaft übernahm aber Stephan, sein Halbbruder, die Herrschaft. Thoros gelang aber schließlich die Flucht, sodass Stephan 1145 die Herrschaft zurückgeben musste.
In der Folge unternahm Stephan mehrmals Kriegszüge, vor allem gegen die Rum-Seldschuken, nicht immer zur Freude des Fürsten Thoros, der mit dem seit 1156 amtierenden rum-seldschukischen Sultan Kılıç Arslan II. Frieden geschlossen hatte. Auch die Byzantiner, die versuchten, eine Lehnsoberhoheit über Kleinarmenien zu erzwingen, machte sich Stephan zu Feinden. Der byzantinische Gouverneur von Tarsos, Andronikos Euphorbenos lud ihn schließlich zu einem Festessen ein, nahm in gefangen und ließ ihn töten. Die Ermordung Stephans unter Missachtung des Gastrechts veranlasste Thoros zu einem Rachefeldzug.
Er war mit Rita von Barbaron verheiratet, ihre Kinder waren Ruben III., Leo II. und Dolete, die spätere Gattin von Bertrand Embriaco.
| Vorgänger | Amt                                | Nachfolger |
| --------- | ---------------------------------- | ---------- |
| Leo I.    | Regent von Kleinarmenien 1140–1144 | Thoros II. |

| Personendaten    | Personendaten            |
| ---------------- | ------------------------ |
| NAME             | Stephan I.               |
| KURZBESCHREIBUNG | Regent von Kleinarmenien |
| GEBURTSDATUM     | 12. Jahrhundert          |
| STERBEDATUM      | 12. Jahrhundert          |